# Московский хоровой театр
Московский хоровой театр Бориса Певзнера — первый в России профессиональный хоровой театр, основанный в 1991 году дирижёром Борисом Певзнером. Театр сочетает хоровое пение с театральной выразительностью, создавая жанр «концерт в лицах».

## Особенности театра
- Каждый номер — мини-спектакль с актёрским мастерством.
- Репертуар включает произведения классиков, народную музыку, романсы, духовные песнопения и современные обработки фольклора.
- Пианистка Елена Гречникова обогащает звучание ансамбля.

## Деятельность
- Гастроли в России и за рубежом.
- Участие в фестивалях: «Декабрьские вечера», «Московская осень», «Русская зима».
- Совместные проекты с Владимиром Спиваковым и Юрием Башметом.

## Репертуар
- «Богородичные песнопения»
- «Fiesta de Musica»
- «Прекрасная мельничиха» (Шуберт)
- «Смех сквозь звуки»
- «Песни сердца» (Фертельмейстер)
- «Итальянские мотивы»
- «Мгновения»
- «Долгое возвращение» (Броннер)
- «Радость — ритм!»

После смерти Бориса Певзнера в июне 2025 года театр продолжает свою деятельность, сохраняя его творческое наследие.